# Alcetas II
Alcetas II var kung av Epiros mellan 313 och 306 f.Kr..  